# Mèo cát
Mèo cát (Felis margarita) hay mèo đụn cát là một loài mèo nhỏ thuộc chi Mèo và Họ Mèo sinh sống ở các vùng sa mạc của Châu Phi và Châu Á. (Tuy nhiên chúng không được gọi là "mèo sa mạc" vì cái tên này đã dành sẵn cho phân loài mèo rừng châu Phi Felis silvestris lybica.) Mèo cát sống trong những vùng đất khô hạn, thậm chí khô hạn tới mức cả mèo rừng châu Phi cũng không chịu nổi: sa mạc Sahara, sa mạc Ả Rập, các vùng hoang mạc của Iran và Pakistan.
Victor Loche là người châu Âu đầu tiên mô tả loài mèo cát với tư cách là nhà khoa học (vào năm 1858). Cái tên Felis margarita được Loche đặt nhằm vinh danh Jean Auguste Margueritte, người lãnh đạo đoàn thám hiểm mà Loche tham gia trong dịp ông tiếp xúc với loài mèo này.

## Đặc điểm hình thái

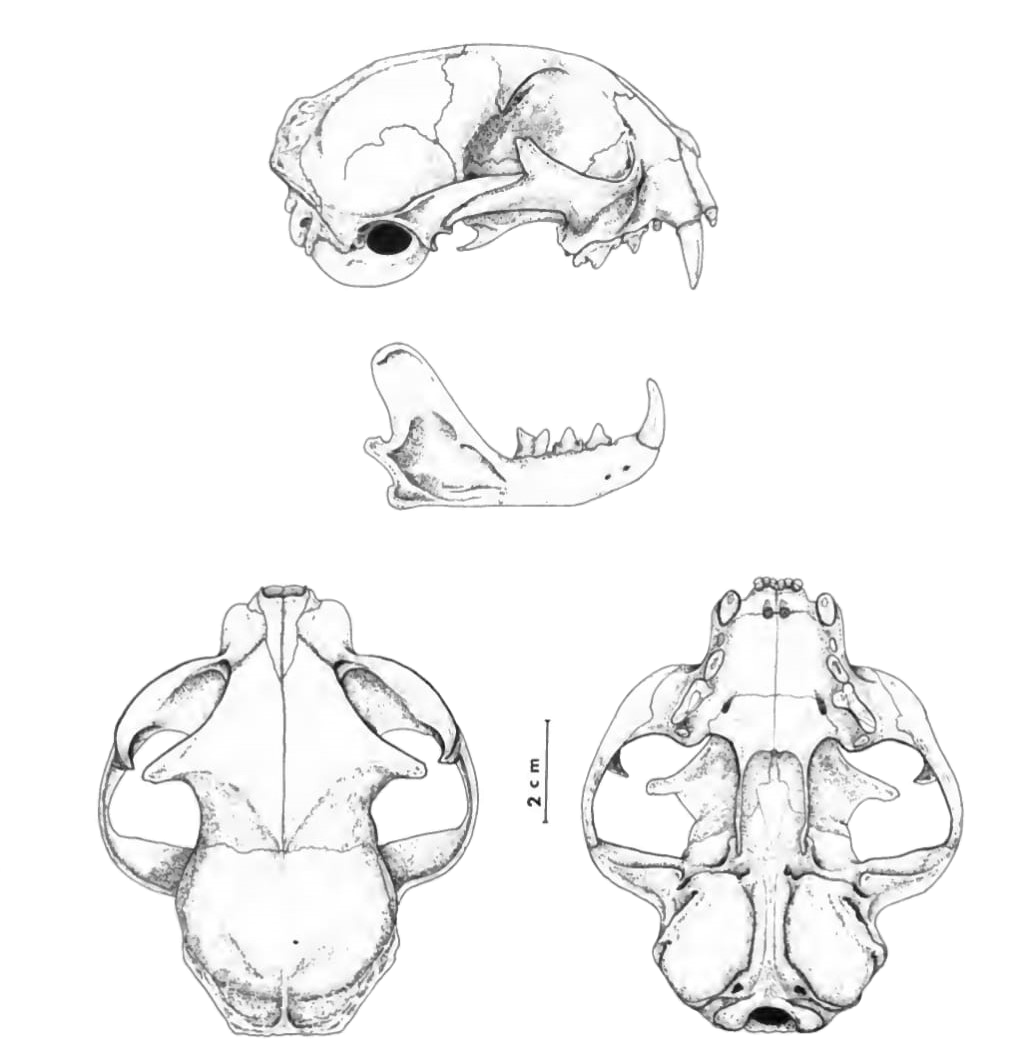
Hộp sọ của mèo cát.

Mèo cát có kích thước khá nhỏ và trông bè bè với chân ngắn, đuôi dài và đôi tai rất lớn và nhọn. Chiều dài đầu và thân của chúng dao động trong khoảng 39 đến 57 xentimét (15 đến 22 in), cộng thêm cái đuôi dài chừng 23 đến 31 xentimét (9,1 đến 12,2 in). Cân nặng mèo cát nằm trong tầm 1,4 đến 3,4 kilôgam (3,1 đến 7,5 lb). Đầu của chúng rất rộng, và tai rất to đến mức đôi tai có thể được trải rộng theo chiều ngang và thậm chí chĩa xuống nhằm phục vụ cho việc săn mồi.
Bộ lông mèo cát có màu vàng nhạt như màu của cát, điểm xuyết những vằn vàng xanh khó nhìn thấy; phần cằm và bụng của chúng có màu trắng. Thông thường các vằn của các phân loài sống ở châu Phi thì dễ nhận biết hơn cả. Tai và chân cũng có các vằn đen, trên mặt thì có các vằn đỏ chạy từ má lên vành ngoài của mắt. Vào mùa đông, bộ lông có thể mọc rất dày lên với độ dài lông có thể lên đến 2 inch (5,1 cm). Mắt mèo cát rất lớn và có màu vàng xanh, còn mũi thì màu đen.
Trái với các loài mèo châu Á khác, mèo cát có lông mọc dày ở giữa các ngón chân, điều này tạo ra một lớp lông cách nhiệt dày giúp chúng không bị bỏng khi đi trên cát. Móng của chi sau khá nhỏ và cùn, cộng với lớp lông dày phủ trên lớp đệm chân khiến dấu chân của mèo cát rất khó bị kẻ thù nhận diện.
Niêm mạc của mi mắt mèo cát có màu đen đậm. Các túi thính giác trong tai có kích thước rất lớn khiến thính giác của mèo cát rất nhạy, có lẽ nhằm giúp chúng cảm nhận được các rung động trong cát. Các đặc điểm thích nghi tương tự cũng xuất hiện ở các động vật sa mạc khác như cáo fennec.

## Nơi sinh sống

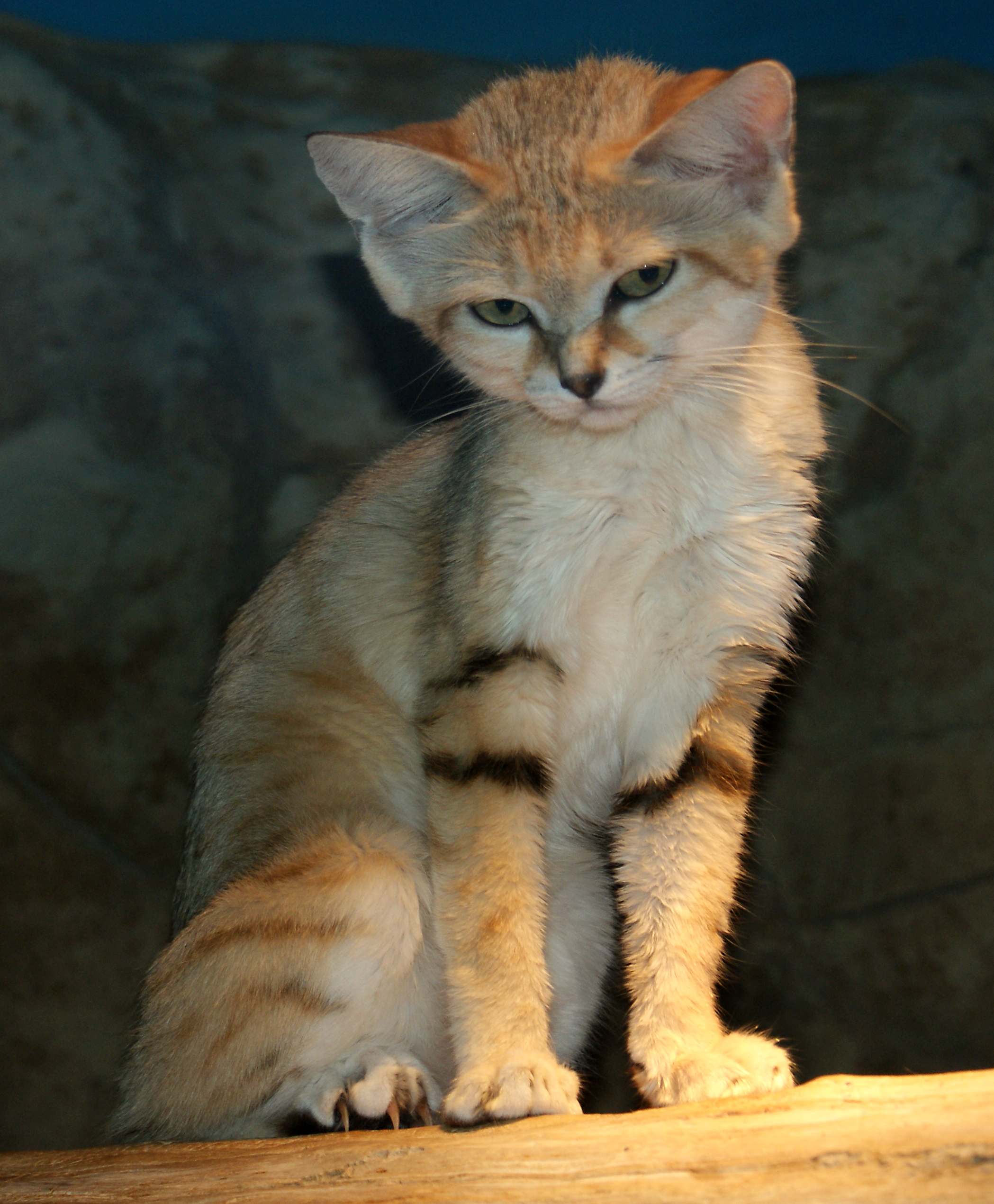
Mèo cát

Như cái tên đã nêu ra, loài mèo này sống ở các vùng hoang mạc khô hạn và... có cát. Trong đó, các hoang mạc có địa hình bằng phẳng, không gợn sóng và có thảm thực vật phân bố thưa thớt được chúng ưa thích hơn cả - nguồn thức ăn ở đây ít ra phong phú hơn so với các đụn cát nơi thực phẩm khá là ít ỏi. Chúng có thể tồn tại trong nhiệt độ dao động từ −5 °C (23 °F) đến 52 °C (126 °F) và khi thời tiết khắc nghiệt chúng sẽ rút vào trú ẩn trong các hang đào. Một nguồn nước quan trọng của mèo cát chính là lượng nước nằm ngay trong cơ thể con mồi, chính vì thế chúng có thể sống suốt nhiều tháng mà không cần uống nước - mặc dù chúng không từ chối nếu nhìn thấy một vũng nước trước mặt.

## Hành vi
Mèo cát là loài sống đơn độc - ngoại trừ mùa giao phối. "Nhà" của chúng là các hang đào sẵn, thường là hang của các con cáo hay nhím bỏ lại. Các hang của chuột nhảy gerbil và các loài gặm nhấm khác cũng được tận dụng - nhưng thường phải đào rộng thêm. Sản phẩm hoàn chỉnh là một chiếc hang tương đối thẳng và có một lối ra vào với chiều dài có thể lên tới 3 mét (9,8 ft). Mèo cát ra khỏi hang lúc chạng vạng tối để săn mồi, mục tiêu là các loài gặm nhấm, thằn lằn, chim và côn trùng, mặc dù khẩu phần của chúng có thể hầu như chỉ bao gồm các loài gặm nhấm.
Khi săn mồi hay di chuyển, mèo cát ẩn mình sát bề mặt cát và sẵn sàng dùng mọi thứ xung quanh để ngụy trang. Chúng dùng đôi tai lớn và nhạy bén để lắng nghe động tĩnh con mồi dưới bề mặt cát, và một khi đã phát hiện mục tiêu thì chúng lập tức đào cát lên để "moi" "nạn nhân" ra. Lượng nước trong cơ thể con mồi được tận dụng triệt để vì vậy mèo cát có thể không cần uống nước mà vẫn sống trong nhiều tháng. Thế nên, chúng cũng hiếm khi lần mò tới các nguồn nước, nơi mà các động vật săn mồi gây hại đến chúng cũng có thể hiện diện.
Như đã nói, mèo cát chỉ tụ họp thành nhóm vào mùa giao phối, vì vậy việc xác định số lượng của chúng gặp nhiều khó khăn. Tuy nhiên dường như số lượng của chúng ở sa mạc Ả Rập đã giảm do nguồn thức ăn của chúng ít phong phú hơn trước. Theo các quan sát, mèo cát có thể di chuyển tổng cộng 5 đến 10 kilômét (3,1 đến 6,2 mi) trong một đêm, tuy nhiên - trái với các loài mèo khác - chúng không bảo vệ lãnh thổ của mình và thậm chí có thể "trao đổi" nhà với nhau.
Mối đe dọa đối với mèo cát bao hàm con người, chó sói, rắn và chim săn mồi. Mèo cát nhìn chung khá dễ bảo và dạn người.
Mèo cát giao tiếp với nhau bằng mùi và vết cào trên các vật thể trong tầm kiểm soát của chúng, và cả bằng nước tiểu - tuy nhiên trái với các loài mèo khác chúng không dùng phân. Tiếng kêu của chúng cũng giống như mèo nhà mặc dù chúng có thể tạo ra những tiếng kêu to và có cao độ lớn - nhất là khi kiếm bạn tình.

## Sinh sản và vòng đời

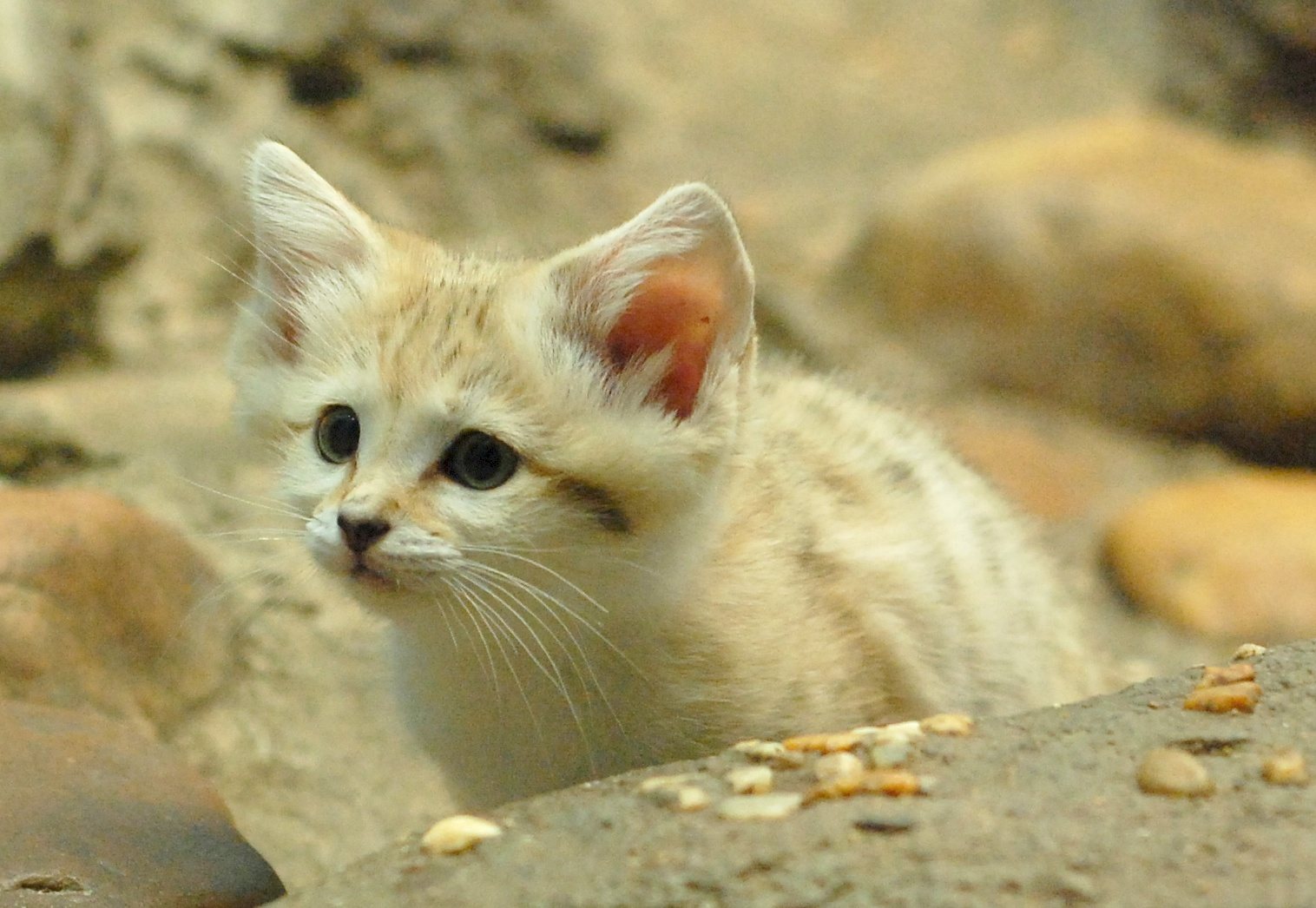
Một con mèo cát con.

Thời kỳ động dục của mèo cát kéo dài chừng 5-6 ngày, trong thời kỳ này các cá thể mèo tăng cường kêu và đánh dấu sự hiện diện bằng mùi. Trung bình mèo cát chỉ đẻ mỗi năm một lứa vào khoảng từ tháng Năm đến tháng Sáu, mỗi lứa ba con và thai kỳ kéo dài khoảng 59-66 ngày; mặc dù trong một số khu vực mèo cát có thể sinh 2 lứa/năm. Mèo con nặng chừng 39 đến 80 gam (1,4 đến 2,8 oz) lúc mới sinh và có bộ lông vàng nhạt pha chút sắc đỏ. Mèo con lớn rất nhanh, đạt 3/4 kích thước của mèo trường thành khi mới 5 tháng tuổi. Chúng sống độc lập khi được một năm tuổi và trưởng thành sinh dục không lâu sau đó. Trong số 228 con mèo cát sinh ra trong các vườn thú trên thế giới, chỉ có 61% sống thọ hơn 30 ngày tuổi, nguyên nhân của tỉ lệ tử vong cao chủ yếu là do mèo con thiếu thốn sự chăm sóc của những con mèo mới làm mẹ lần đầu.
Đến nay vẫn chưa rõ tuổi thọ của mèo cát trong tự nhiên là bao nhiêu, tuy nhiên những con mèo nuôi nhốt có thể sống đến 13 năm.

## Bảo tồn
Săn bắn mèo cát bị cấm ở Algérie, Iran, Israel, Kazakhstan, Mauritanie, Niger, Pakistan và Tunisia, nhưng ở Ai Cập, Mali, Maroc, Oman, Ả Rập Xê Út và Các Tiểu vương quốc Ả Rập Thống nhất thì chúng không được pháp luật bảo vệ.
Mèo cát trong điều kiện nuôi nhốt rất dễ tổn thương bởi các bệnh đường hô hấp và nhiễm trùng đường hô hấp trên là nguyên nhân tử vong chủ yếu của mèo cát trưởng thành. Bệnh hô hấp phổ biến nhất là nhiễm virút rhinotracheitis. Chính vì vậy mèo cát phải được nuôi ở nơi có không khí rất khô và thoáng với độ ẩm và nhiệt độ không dao động quá lớn.
Tính đến ngày 20 tháng 1 năm 2010, có 26 con mèo cát được nuôi nhốt tại Hoa Kỳ. Vào tháng 5 năm 2010, Vườn bách thú Al Ain tuyên bố tại nơi này hai chú mèo cát con đầu tiên đã được sinh ra bằng phương pháp thụ tinh trong ống nghiệm.
Việc mèo cát bị biến mất tại Israel cùng với tình trạng bị đe dọa của chúng nói chung đã khiến Vườn thú Jerusalem khởi động một chương trình "tái định cư" cho mèo cát ở ngoài tự nhiên. Các khu vực có điều kiện khí hậu, thủy thổ thích hơp cho mèo cát được xây dựng tại Khu Bảo tồn Điểu cầm Kibbutz Lotan tại sa mạc Arava. Các cá thể mèo cát đầu tiên được đưa vào sống tại các khu vực này và sau đó được đưa ra ngoài tự nhiên. Việc theo dõi chúng được thực hiện bởi các nhân viên của Kibbutz Lotan và bởi các nhân viên kiểm lâm của Cục Bảo vệ Tự nhiên và Công viên Quốc gia Israel (INNPPA). Tuy nhiên chương trình này đã thất bị hoàn toàn: tất cả các cá thể mèo tham gia chương trình đều không sống sót được ngoài tự nhiên.

## Các phân loài mèo cát
Tổng cộng có 6 phân loài mèo cát:

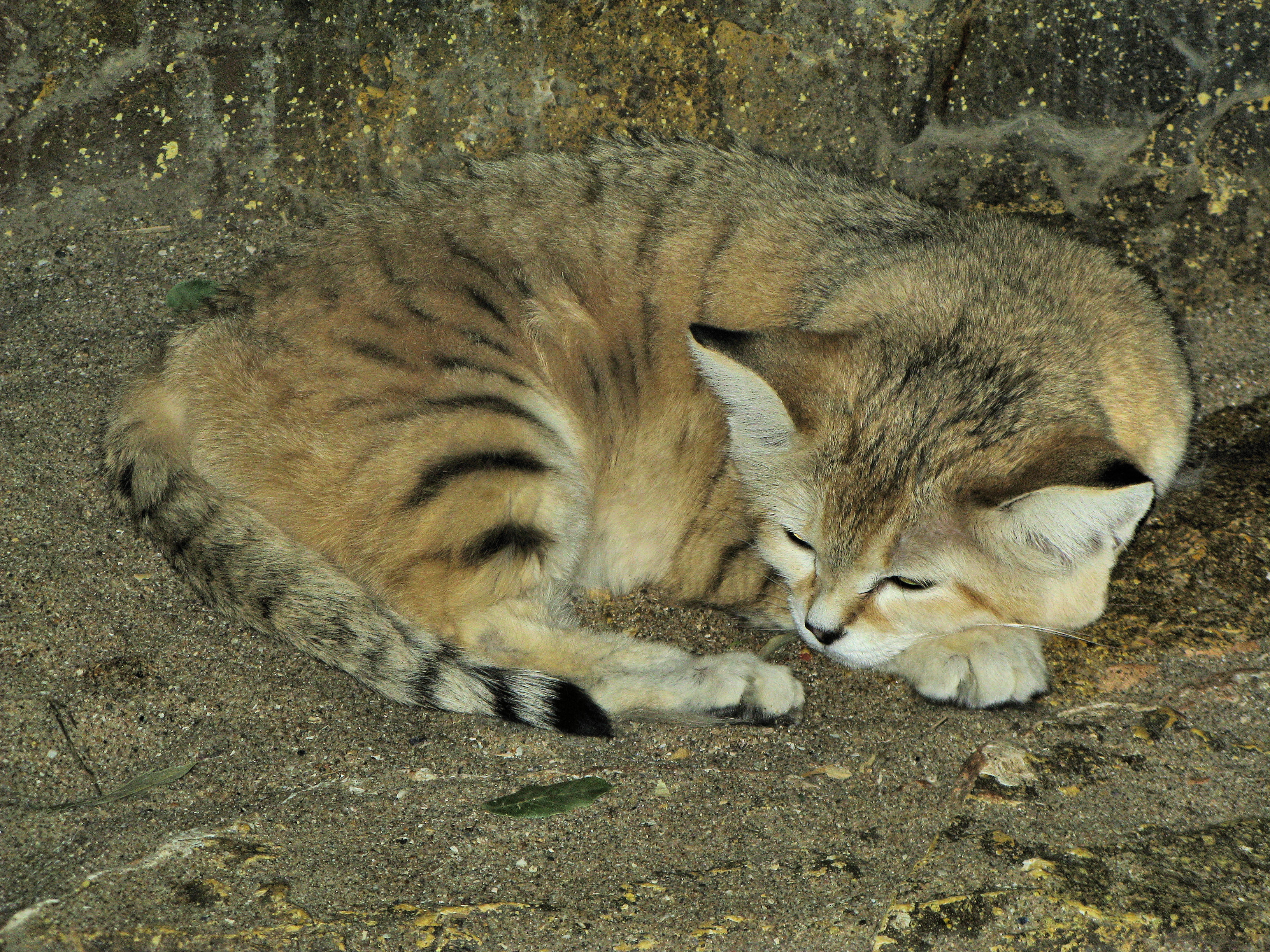
Một con mèo cát ở Vườn thú Bristol, Anh

- Felis margarita margarita, sống ở Bắc Phi, từ Algérie tới Arabia
- Felis margarita airensis, sống ở Niger
- Felis margarita harrisoni, sống ở Bán đảo Ả Rập
- Felis margarita meinertzhageni, sống ở Sahara
- Felis margarita thinobia, sống ở vùng duyên hải biển Caspi thuộc Iran, Turkmenistan
- Felis margarita scheffeli, sống ở Pakistan

F. m. thinobia đôi khi được xem là một loài riêng biệt; F. m. scheffeli được Hiệp định mậu dịch về các loài bị đe dọa trong các quần thể động thực vật tự nhiên (CITES) xếp vào loài bị đe dọa trong khi Liên minh Bảo tồn Thiên nhiên Quốc tế chỉ xếp nó vào loài sắp bị đe dọa vào năm 2001.